# Beni Rached
Beni Rached (în arabă بنى راشد) este o comună din provincia Chlef, Algeria.
Populația comunei este de 23.449 de locuitori (2008).